# Ulotrichopus primulina
Ulotrichopus primulina är en fjärilsart som beskrevs av George Francis Hampson 1902. Ulotrichopus primulina ingår i släktet Ulotrichopus och familjen nattflyn. Inga underarter finns listade i Catalogue of Life.